# Kyle Lafferty
Kyle Joseph George Lafferty (Enniskillen, 16 de setembre de 1987) és un jugador de futbol professional nord-irlandès, que actualment juga com a davanter al Norwich City i a la selecció d'Irlanda del Nord.
Lafferty va iniciar la seva carrera al Burnley anglès, on hi va disputar 89 partits. Posteriorment, fitxaria pel Glasgow Rangers, el 2008, per la quantitat de 3.25 milions de lliures. A Escòcia va guanyar tres títols de lliga, un de copa, i dos de Copa de la Lliga. El 2012 Lafferty va decidir no seguir al Rangers, després que aquest canviés de propietari, i va marxar a Suïssa, per jugar amb el FC Sion. L'any següent va fitxar pel Palermo, equip amb el qual va guanyar la Serie B, aconseguint l'ascens a la primera categoria del futbol italià, i el 2014 va fitxar pel Norwich City.
El seu debut amb la selecció nord-irlandesa es va produir el 2006, havent disputat des d'aleshores 50 partits. Amb un total de 17 gols, és el segon màxim golejador històric de la selecció d'Irlanda del Nord, només pel darrere del seu excompany a la davantera David Healy, que va deixar la marca en 36.

## Biografia

### Burnley
El 2004, Lafferty va entrar a formar part de les categories inferiors del Burnley. La temporada següent, no obstant, ja va començar a participar amb el primer equip del club anglès. El seu debut es va produir en la derrota per 2-1 contra el Crewe Alexandra, el 6 d'agost de 2005, entrant al minut 89 en substitució de Garreth O'Connor.
El gener de 2006 Lafferty va marxar cedit al Darlington, on va disputar 9 partits i va marcar 3 gols, inclòs un gol en el seu primer partit, disputat el 7 de gener, contra el Notts County. El gener de 2007 va tornar al Burnley. El seu primer gol amb el Burnley el va marcar contra el Luton Town, marcant el gol de l'empat (1-1), en un partit disputat el 30 d'abril de 2006. Al final Lafferty va disputar 89 partits amb el Burnley, aconseguint marcar 10 gols.

### Rangers
El 16 de juny de 2008 el Burnley va acceptar una oferta del Rangers de 3 milions de lliures i la transferència d'Alan Gow pel fitxatge de Lafferty, però la negativa de Gow a marxar de l'equip va trencar l'acord. Finalment, el jugador nord-irlandès va marxar al Rangers excloent-se Gow del contracte. El seu debut amb l'equip escocès es va produir en un partit de classificació de la Lliga de Campions de la UEFA, quan va entrar com a substitut, en el minut 89, del partit que enfrontava el Rangers amb el FBK Kaunas, el 5 d'agost de 2008. El seu primer gol va arribar en el partit següent, corresponent al partit de lliga entre el Rangers i el Heart of Midlothian, el 16 d'agost.
El 16 de maig de 2009, en el penúltim partit de lliga de la temporada 2008-09, en un partit contra l'Aberdeen, Lafferty es va veure involucrat en una baralla amb Charlie Mulgrew. Tots dos es van veure implicats en un incident sense pilota que va resultar en la simulació, per part de Lafferty, d'haver rebut un cop de cap. L'àrbitre, Stuart Dougal, va expulsar Mulgrew per conducta violenta; no obstant, les imatges de televisió van mostrar que hi havia hagut poc contacte entre els jugadors. Al final el Rangers va guanyar el partit 2–1. Després de revisar l'incident, l'entrenador del Rangers, Walter Smith, es va mostrar contrariat per la conducta de Lafferty. Dos dies després es va publicar que el Rangers havia multat al jugador nord-irlandès per la seva reacció en relació amb l'incident. El cas també va pujar al comitè disciplinari de l'Associació Escocesa de Futbol, que va eliminar la tarjeta vermella de Mulgrew i va suspendre Lafferty amb dos partits per simulació.

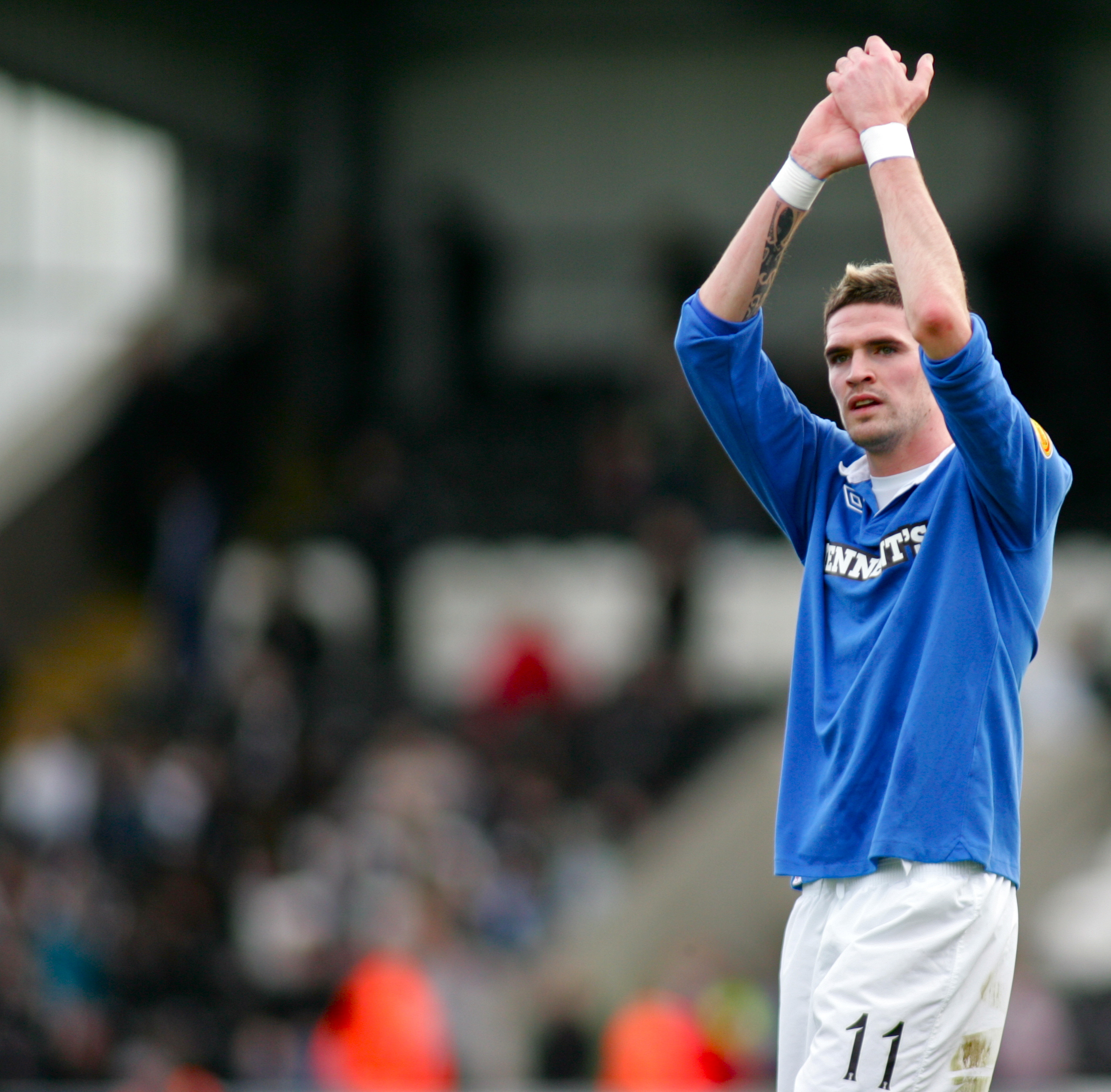
Lafferty amb el Rangers el novembre de 2010

El 25 d'abril de 2010 Lafferty va marcar el gol de la victòria contra l'Hibernian a Easter Road (0-1), assegurant el títol de lliga pel Rangers a tres partits del final de la competició. El 22 d'agost següent, Lafferty va ser expulsat, juntament amb el seu rival Kevin McBride, en la mateixa jugada. El 25 de setembre, Lafferty va marcar el seu primer hat-trick amb el club en la victòria, per 7-2, contra el Dunfermline Athletic, en un partit de la copa de la Lliga. Lafferty també va marcar en la victòria del Rangers, per 4-0, contra el Dundee United, l'abril de 2011. Lafferty va marcar en tres partits consecutius mentre el Rangers intentava proclamar-se campió de la lliga, marcant contra el Motherwell, el Hearts i el Dundee United. Posteriorment, el jugador nord-irlandès marcaria un altre hat-trick, aquest cop en el darrer partit de lliga, en el cual el Rangers va derrotar per 5-1 al Kilmarnock, adjudicant-se el títol per tercer any consecutiu.
El 18 de setembre de 2011 Lafferty va aconseguir marcar el seu primer gol a Old Firm goal, en la victòria sobre el Celtic per 2-4. El 17 de desembre següent, Lafferty va marcar el gol de la victòria del Rangers, al minut 83, contra l'Inverness Caledonian Thistle, acabant el partit 2-1. El 24 d'abril de 201, Ally McCoist va anunciar que Lafferty havia estat apartat de l'equip durant dues setmanes a causa d'una baralla en un entrenament.
El juny de 2012, Lafferty va presentar una objecció al fet que el seu contracte fos transferit del Rangers a la nova companyia creada per Charles Green. PFA Scotland havia comentat, amb anterioritat, que els jugadors que objectessin sobre aquest fet podien convertir-se en agents lliures. Posteriorment, Lafferty va presentar una demanda per acomiadament constructiu contra el Rangers.

### FC Sion
Lafferty va firmar un contracte de tres anys amb el conjunt suís del FC Sion el 30 de juny de 2012. No va poder disputar el primer partit de lliga contra el Grasshoppers perquè l'Associació Escocesa de Futbol no li va permetre assegurar la transferència, avent rebut una objecció del propietari del Rangers, Charles Green. El 20 de juliol Lafferty va rebre un aclariment provisional de la FIFA, que li permetia jugar amb l'equip suís mentre s'arbitrava el seu cas.
El 22 de juliol de 2012, doncs, Lafferty va poder debutar amb el Sion, entrant com a substitut, en la victòria per 1-0 contra el Servette. El seu primer gol el va marcar una setmana després, en la victòria per 3-0 contra el Luzern. Lafferty va disputar els 90 minuts en la victòria del Sion, per 2-0, contra el Lausanne-Sport, l'11 d'agost següent, on va fer una assistència de gol a Arnaud Bühler.

### Palermo
El 26 de juny de 2013, Lafferty va fitxar pel club italià de la Serie B del Palermo, signant un contracte de 3 anys. Va assegurar que el conjunt italià havia intentat fitxar-lo al gener, però que no havia estat possible tancar el tracte. Al conjunt italià i va marcar 11 gols en 34 partits, col·laborant en l'ascens a la serie A. A més, va aconseguir el premi al millor jugador de la temporada dels aficionats de l'equip. Tot i així, el president del club, Maurizio Zamparini, el va anunciar com un "faldiller fora de control", motiu pel qual s'havia decidit posar el jugador nord-irlandès al mercat.

### Norwich City
El 27 de juny de 2014 Lafferty va fitcar pel Norwich City, signant un contracte de 3 anys amb l'equip anglès, amb l'opció de prorrogar-lo un any addicional. Se li va atorgar el número 9. Va debutar amb el seu nou equip el 10 d'agost, participant en la derrota, per 1-0, contra el Wolverhampton Wanderers FC, substituint Steven Whittaker per disputar els darrers 14 minuts de joc. Sis dies després aconseguiria la seva primera titularitat a Carrow Road, essent substituït als 67 minuts per Elliott Bennett, en la victòria per 3-0 davant del Watford. Al finalitzar la temporada, de 20 partits, només va poder marcar un gol, el 17 de gener de 2015, contra el Cardiff City.
El 2 de febrer de 2015 Lafferty va marcar cedit al Çaykur Rizespor de la lliga turca, pel què quedava de temporada. Allí va aconseguir marcar 2 gols en 14 partits.
El Norwich havia aconseguit l'ascens a la Premier League mentre Lafferty era a Turquia. La temporada 2015-16 va aconseguir el seu primer gol en la victòria, per 3-0, del Norwich sobre el West Bromwich Albion, en un partit de la Copa de la Lliga, però tot i així va tenir poques oportunitats per jugar. El novembre de 2015, l'entrenador del Leeds United FC, Steve Evans, va admetre que s'havia indagat la possibilitat d'aconseguir la cessió de Lafferty. No obstant, Lafferty es va quedar al Norwich fins al 24 de març de 2016, moment en què va marxar cedit al Birmingham City, i fins que va acabar la temporada. Tot i una lesió, produïda amb la selecció nord-irlandesa, va fer perillar la cessió, es va recuperar a temps per disputar el partit del Birmingham contra el Brighton & Hove Albion del 5 d'abril. En aquell partit va obrir el marcador, marcant als 16 minuts, aprofitant un error del porter, però al final el Brighton va remuntar i va guanyar per 2-1. En total, va disputar cinc partits més, sense marcar cap gol, en el que quedava de la temporada.

### Selecció d'Irlanda del Nord
A principis de 2006, Lafferty va representar la selecció sosts 19 d'Irlanda del Nord a la Milk Cup. La seva actuació va ser molt destacada, marcant un gol en el seu primer partit, contra el Paraguay, tot i que els nord-irlandesos van acabar perdent el partit per 3–1.
Més endavant, aquell mateix any, va ser convocat per la selecció absoluta nord-irlandesa per participar en una gira pels Estats Units, on va jugar partits amistosos contra Romania i l'Uruguai. Lafferty va marcar el seu primer gol amb Irlanda del Nord en un partit amistós contra la selecció de Finlàndia l'any següent. El jugador nord-irlandès va començar a jugar habitualment com a segon davanter, juntament amb David Healy, en la fase de classificació de l'Eurocopa de 2008, on va marcar el seu primer gol oficial en la victòria per 4-1 sobre la selecció de Liechtenstein. Més tard també aconseguiria el gol de l'empat contra Suècia.
El 26 de març de 2008 va marcar dos gols en un partit internacional per primer cop, en aquesta ocasió en un partit amistós contra la selecció georgiana, que va acabar amb victòria per 4–1.
Lafferty va marcar en els tres primers partits d'Irlanda del Nord en la fase de classificació per l'Eurocopa de 2016, contra Hongria, Illes Fèroe i Grècia, primer cop a la història que Irlanda del Nord guanyava els primers tres partits de cap fase de classificació. Posteriorment, marcaria un doblet, el 29 de març de 2015, en la victòria per 2-1 contra Finlàndia.
El 4 de setembre de 2015, Lafferty va marcar un gol en la victòria per 3-1 contra les Illes Fèroe. El resultat situava Irlanda del Nord en primera posició del Grup F, possibilitant que la selecció aspirés a classificar-se pel seu primer campionat europeu. En el partit següent, contra Hongria, va marcar el gol de l'empat que mantenia Irlanda del Nord en primera posició. Lafferty va acabar la fase de classificació amb 7 gols, convertint-se en el màxim golejador d'Irlanda del Nord, i ajudant l'equip a classificar-se per l'Eurocopa de 2016 com a primers de grup. El 27 de maig de 2016, Lafferty va disputar el seu 50è partit internacional, marcant un gol en la victòria per 3-0 sobre Belarús, en un amistós disputat al Windsor Park de Belfast.

## Estadístiques
Actualitzat a 7 de maig de 2016
| Club                     | Temporada     | Lliga                   | Lliga   | Lliga | Copa nacional | Copa nacional | Copa de la lliga | Copa de la lliga | Altres  | Altres | Total   | Total |
| Club                     | Temporada     | Divisió                 | Partits | Gols  | Partits       | Gols          | Partits          | Gols             | Partits | Gols   | Partits | Gols  |
| ------------------------ | ------------- | ----------------------- | ------- | ----- | ------------- | ------------- | ---------------- | ---------------- | ------- | ------ | ------- | ----- |
| Burnley                  | 2005-06       | Championship            | 11      | 1     | —             | —             | 1                | 0                | —       | —      | 12      | 1     |
| Burnley                  | 2006-07       | Championship            | 35      | 4     | 1             | 0             | 1                | 0                | —       | —      | 37      | 4     |
| Burnley                  | 2007-08       | Championship            | 37      | 5     | 1             | 0             | 2                | 0                | —       | —      | 40      | 5     |
| Burnley                  | Total         | Total                   | 83      | 10    | 2             | 0             | 4                | 0                | —       | —      | 89      | 10    |
| Darlington (cedit)       | 2005-06       | Lliga Two               | 9       | 3     | —             | —             | —                | —                | —       | —      | 9       | 3     |
| Rangers                  | 2008–09       | Scottish Premier League | 25      | 6     | 3             | 2             | 3                | 1                | 1       | 0      | 32      | 9     |
| Rangers                  | 2009-10       | Scottish Premier League | 28      | 7     | 5             | 0             | 2                | 0                | 4       | 0      | 39      | 7     |
| Rangers                  | 2010-11       | Scottish Premier League | 31      | 11    | 2             | 1             | 3                | 3                | 8       | 0      | 44      | 15    |
| Rangers                  | 2011-12       | Scottish Premier League | 20      | 7     | 0             | 0             | 1                | 0                | 2       | 0      | 23      | 7     |
| Rangers                  | Total         | Total                   | 104     | 31    | 10            | 3             | 9                | 4                | 15      | 0      | 138     | 38    |
| Sion                     | 2012-13       | Super Lliga Suïssa      | 25      | 5     | 3             | 3             | —                | —                | —       | —      | 28      | 8     |
| Palermo                  | 2013-14       | Serie B                 | 34      | 11    | 2             | 1             | —                | —                | —       | —      | 36      | 12    |
| Norwich City             | 2014-15       | Championship            | 18      | 1     | 1             | 0             | 1                | 0                | —       | —      | 20      | 1     |
| Norwich City             | 2015-16       | Premier League          | 1       | 0     | 1             | 0             | 1                | 1                | —       | —      | 3       | 1     |
| Norwich City             | Total         | Total                   | 19      | 1     | 2             | 0             | 2                | 1                | —       | —      | 23      | 2     |
| Çaykur Rizespor (cessió) | 2014-15       | Süper Lig               | 14      | 2     | 1             | 0             | —                | —                | —       | —      | 15      | 2     |
| Birmingham City (cessió) | 2015-16       | Championship            | 6       | 1     | —             | —             | —                | —                | —       | —      | 6       | 1     |
| Total carrera            | Total carrera | Total carrera           | 294     | 64    | 20            | 7             | 15               | 5                | 15      | 0      | 344     | 76    |

## Palmarès
Rangers
- Scottish Premier League (3): 2008–09, 2009–10, 2010–11
- Scottish Cup (1): 2009
- Scottish League Cup (2): 2010, 2011

Palermo
- Serie B (1): 2013–14